# Árbitro assistente de vídeo

Simbolo do VAR (Video Assistant Referee)

O árbitro assistente de vídeo (VAR, do inglês Video Assistant Referee), também conhecido como videoárbitro, videoarbitragem ou árbitro de video, é um árbitro assistente de futebol, que analisa as decisões tomadas pelo árbitro principal com a utilização de imagens de vídeo e de uns auscultadores para a comunicação. Os videoárbitros não fazem, atualmente, parte das regras do jogo, mas o seu uso está a ser julgado pela International Football Association Board em diversas competições.

## Procedimento

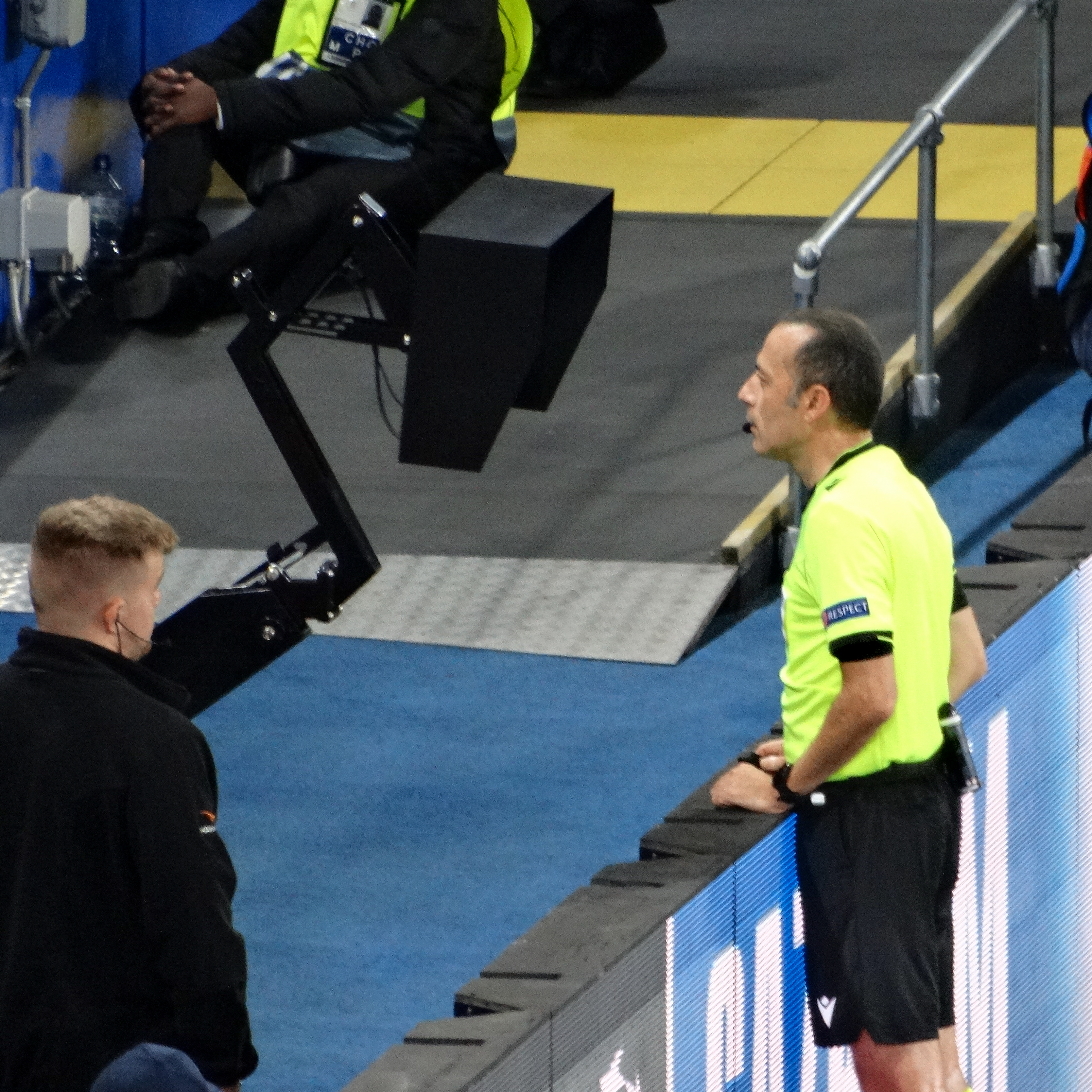
VAR sendo utilizado pelo árbitro Cüneyt Çakır em 2019.

Existem 15 tipos de decisões que podem ser revistos:
- Gol(o)
- Pênalti
- Cartão vermelho direto
- Confusão de identidade
- Posição de impedimento na jogada de criação do gol (somente no lance que gerou o gol);
- Infração da equipa atacante na jogada de criação do gol (qualquer falta não marcada);
- Bola fora do campo antes do gol (verificar se a bola saiu das quatro linhas ou não);
- Gol/não gol (verificar se a bola entrou inteira);
- Pênalti erroneamente assinalado;
- Pênalti não assinalado;
- Falta ou impedimento antes da jogada de pênalti, cometido pela equipa atacante;
- Bola fora de campo antes da jogada de pênalti
- As revisões limitam-se a expulsões diretas e não ao segundo cartão amarelo;
- O VAR observa uma falta de expulsão clara que não foi detectada pelo árbitro.
- Se o árbitro advertir com cartão amarelo ou expulsar um jogador erroneamente.

## História

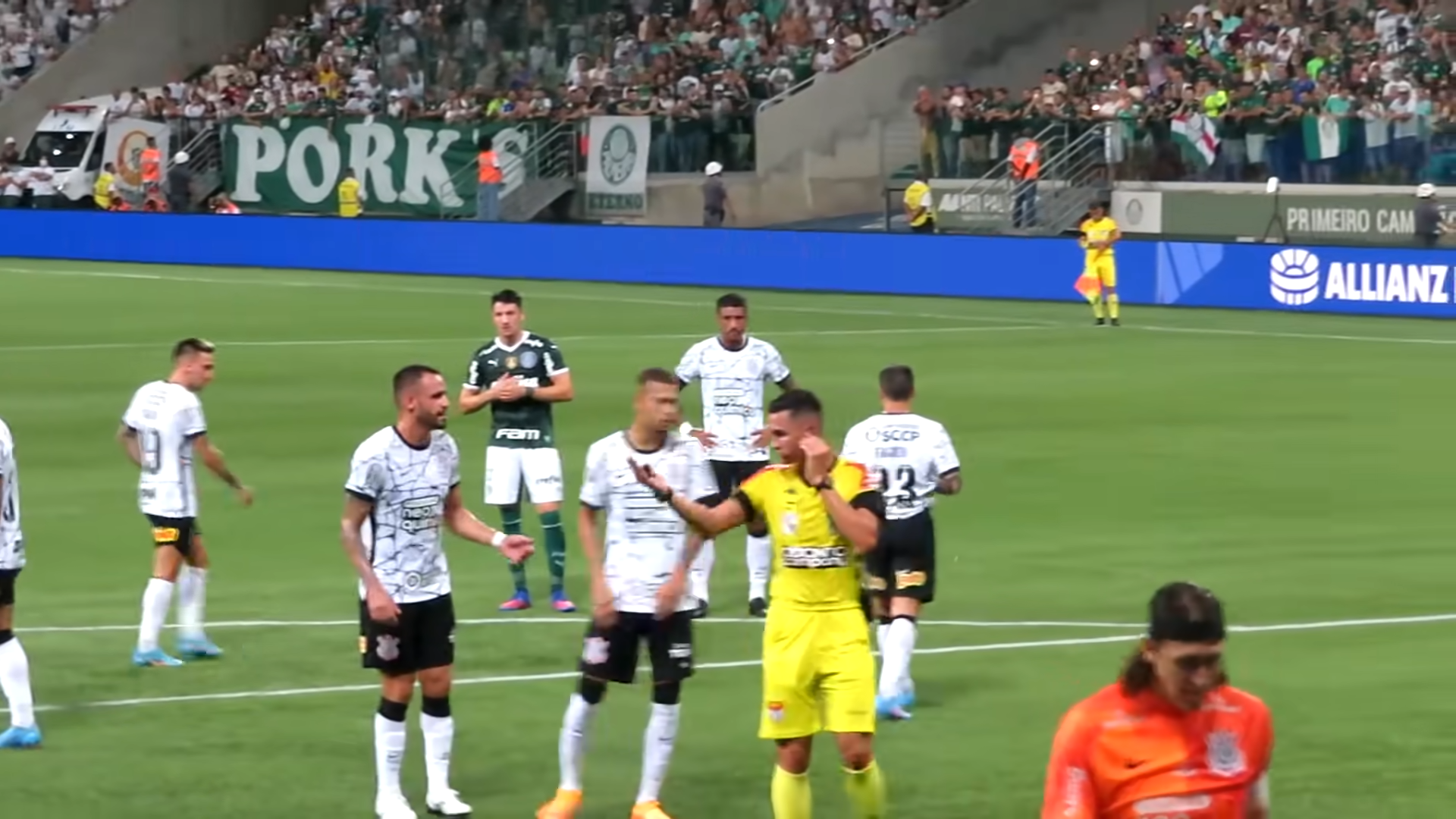
Juiz é cercado por jogadores do Corinthians enquanto consulta o VAR durante Derby Paulista pelo Campeonato Paulista de 2022, no Allianz Parque

A International Football Association Board (IFAB), órgão que determina as regras do jogo, aprovou a utilização do videoárbitro em teste durante a sua reunião de junho de 2016.
A utilização ao vivo do sistema VAR começou em agosto de 2016 na United Soccer League, num jogo entre duas equipas de reserva da Major League Soccer. O árbitro do jogo Ismail Elfath analisou duas faltas durante o jogo e, após consultar o videoárbitro assistente Allen Chapman, decidiu emitir um cartão vermelho e um cartão amarelo nos respetivos incidentes . Os comentários do vídeo foram introduzidos no mês seguinte, durante um internacional amistoso entre a França e a Itália .
Um "monitor de campo" foi introduzido na Copa do Mundo de Clubes da FIFA de 2016, permitindo que os árbitros principais revissem as jogadas .
A A-League, na Austrália, tornou-se a primeira a usar o sistema VAR num jogo de liga profissional, em 7 de abril de 2017, quando o Melbourne City jogou contra o Adelaide United . O jogo foi concluído sem o VAR ser chamado. A primeira intervenção de um VAR num jogo de liga profissional foi em 8 de abril, quando o Wellington Phoenix recebeu o Sydney FC. O VAR identificou uma mão na bola na área de grande penalidade, premiando o Sydney FC com um pênalti. O jogo terminou num empate a 1-1  .
A Major League Soccer, nos Estados Unidos, introduziu os VAR nos jogos competitivos durante a temporada de 2017, após o jogo da MLS All-Star, em 2 de agosto de 2017  . O seu primeiro uso oficial ocorreu durante uma partida entre o Philadelphia Union e o FC Dallas, que invalidou um golo por um contacto feito anteriormente entre o jogador do Dallas e o goleiro do Philadelphia .
A Alemanha introduziu o sistema durante a Bundesliga de 2017–18  e a Itália na Serie A de 2017–18 . O sistema foi introduzido em Portugal em 2017 na final Taça de Portugal de 2016–17 , depois na Supertaça Cândido de Oliveira de 2017  e, finalmente, na Primeira Liga de 2017–18 . A FIFA estreou o sistema na Copa do Mundo FIFA de 2018 .
O sistema também foi usado na Copa do Mundo FIFA Sub-20 de 2017 e na Taça das Confederações FIFA de 2017. Uma equipa de três oficiais foi nomeada para cada jogo, composta por: VAR1, VAR2 e AVAR. Quintos árbitros já não foram nomeados para estas competições. No caso de um árbitro de campo lesionar-se, o VAR2 entraria em campo para substituí-lo.
No Brasil, a tecnologia foi usada pela primeira vez no Campeonato Pernambucano de Futebol de 2017. No Campeonato Mineiro de Futebol de 2019 - Módulo I seria usado , mas foi para as semi-finais e finais . O Campeonato Paulista de Futebol de 2019 - Série A1 adotou a tecnologia a partir dos quartos de final. A Confederação Brasileira de Futebol adotou a tecnologia para os 380 jogos do Campeonato Brasileiro de Futebol de 2019 - Série A, discutida na reunião do conselho técnico da CBF. A CBF também confirmou que assumiu integralmente os custos com tecnologia e infraestrutura das partidas no campeonato. Os clubes seguirão arcando com o pagamento das despesas de arbitragem.

### Controvérsia sobre a invenção do VAR
Segundo o jornal Marca, o espanhol Francisco López afirma que criou o sistema de arbitragem em vídeo em 1999. López diz que ele apresentou a ideia no Ministério da Educação e Cultura com o seguinte título: "O futebol no século XXI (Tecnologia de futuro para as equipas de arbitragem)".

## Árbitro assistente do árbitro de vídeo
O árbitro assistente do árbitro de vídeo (AVAR, do inglês Assistant Video Assistant Referee) ou videoárbitro assistente é um atual ou ex-árbitro indicado para auxiliar o VAR. As responsabilidades do AVAR incluem assistindo a ação em campo em tempo real, enquanto o VAR faz uma "revisão" a lances passados, para tomar notas de incidentes e para comunicar os resultados de uma revisão às emissoras.

## Críticas
Durante a Final da Copa do Mundo de Clubes da FIFA de 2016, no Japão, o primeiro julgamento do VAR numa competição internacional, o treinador do Real Madrid, Zinédine Zidane, chamou o sistema de fonte de confusão e o meia Luka Modrić disse que não gostava do sistema .
A EURO 2020, primeira edição da competição a contar com o VAR, teve controvérsias claras. O possível gol de vitória de Mario Gavranovic no  empate 1-1 na fase de grupos com o País de Gales foi classificado como a escolha mais controversa do torneio, com o atacante suíço corretamente considerado como tendo estado marginalmente impedido.